# Valerios Leonidis
Valerios Leonidis –en griego, Βαλέριος Λεωνίδης– (Yessentuki, URSS, 14 de febrero de 1966) es un deportista griego que compitió en halterofilia.
Participó en tres Juegos Olímpicos de Verano, obteniendo una medalla de plata en Atlanta 1996, en la categoría de 64 kg, el quinto lugar en Barcelona 1992 y el sexto en Sídney 2000.
Ganó tres medallas en el Campeonato Mundial de Halterofilia entre los años 1994 y 1999, y cinco medallas en el Campeonato Europeo de Halterofilia entre los años 1993 y 1999.

## Palmarés internacional
| Juegos Olímpicos   | Juegos Olímpicos          | Juegos Olímpicos  | Juegos Olímpicos |
| Año                | Lugar                     | Medalla           | Categoría        |
| ------------------ | ------------------------- | ----------------- | ---------------- |
| 1996               | Atlanta (Estados Unidos)  | Medalla de plata  | 64 kg            |
| Campeonato Mundial |                           |                   |                  |
| Año                | Lugar                     | Medalla           | Categoría        |
| 1994               | Estambul (Turquía)        | Medalla de plata  | 64 kg            |
| 1995               | Cantón (China)            | Medalla de plata  | 64 kg            |
| 1999               | Atenas (Grecia)           | Medalla de bronce | 69 kg            |
| Campeonato Europeo |                           |                   |                  |
| Año                | Lugar                     | Medalla           | Categoría        |
| 1993               | Sofía (Bulgaria)          | Medalla de plata  | 64 kg            |
| 1994               | Sokolov (República Checa) | Medalla de plata  | 64 kg            |
| 1995               | Varsovia (Polonia)        | Medalla de plata  | 64 kg            |
| 1996               | Stavanger (Polonia)       | Medalla de oro    | 64 kg            |
| 1999               | La Coruña (España)        | Medalla de bronce | 69 kg            |